# Rostri
I Rostri (in latino Rostra) erano tribune nel Foro romano da cui i magistrati tenevano le orazioni. Il nome derivava dalle prue delle navi nemiche (rostrum appunto) strappate dai romani durante la vittoriosa battaglia di Anzio, che vennero qui collocate nel 338 a.C..
(Tito Livio, Ab Urbe condita libri, VIII 4 12.)
Livio definisce qui i rostri come templum, termine che nella religione romana rappresentava uno spazio consacrato dall'augure secondo il rito della inauguratio.

## Storia

### Età repubblicana
I più antichi Rostra (in seguito Rostra vetera) facevano parte del Comizio, la piazza circolare delle assemblee politiche pubbliche; in particolare, occupavano le gradinate ad arco sul lato sud-orientale, con la concavità rivolta a nord. I rostri repubblicani rimasero in uso finché non vennero demoliti per far spazio al Foro di Cesare.
Dei Rostra repubblicani resta solo un basamento ad arco di cerchio, tra l'altare del Lapis niger e la facciata della Curia Iulia, visibile oggi attraverso una botola che si apre nel pavimento in travertino dell'età di Augusto.
Adornavano i rostri repubblicani:
- Le statue delle tre Sibille;
- La statua di Camillo;
- Le statue di ambasciatori morti durante le loro missioni, in particolare di quelli morti presso la regina Teuta.

Cesare iniziò la costruzione di una nuova tribuna di Rostra al centro del lato corto della piazza rettangolare del Foro, alle spalle della nuova Curia Iulia e del Campidoglio. Nei primi anni del secondo triumvirato qui vennero attaccate le teste e le mani dei cittadini presenti sulla lista di proscrizione, tra i quali anche il rinomato oratore Cicerone (43 a.C.).

### Età imperiale

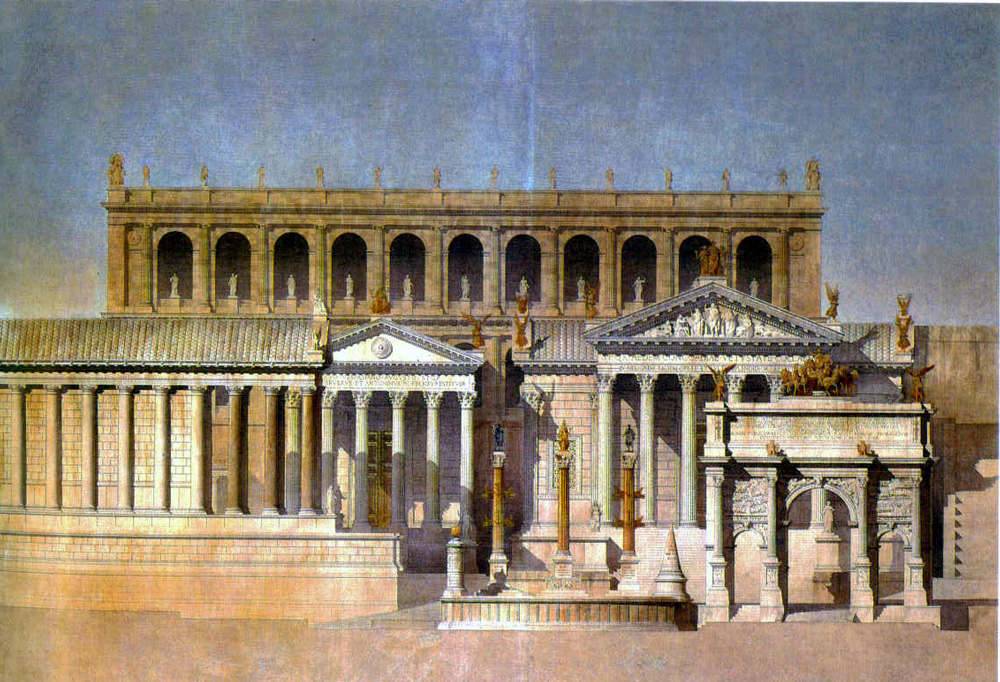
Ricostruzione dei Rostra nova

I rostri iniziati da Cesare furono inaugurati da Augusto nel 29 a.C.; furono detti Rostra nova o anche Rostra Iulia. Nel Foro di età imperiale esistevano quindi tre tribune di rostri: oltre ai nova, di gran lunga i principali, e ai vetera, esistevano anche quelli posti sul podio del tempio del Divo Giulio, dove Augusto aveva sistemato i rostri delle navi nemiche sconfitte nella battaglia di Azio. Assieme componevano i cosiddetti Rostra tria. Svuotati della loro funzione politica a causa del mutato assetto politico, vennero a poco a poco ricoperti da statue e monumenti celebrativi, diventando un luogo puramente simbolico.
Dei Rostra nova rimangono i resti della facciata in opera quadrata, posti quasi adiacenti all'arco di Settimio Severo. Misuravano circa 23,80 metri (80 piedi romani) e la parte costituita da piccole pietre cementate è frutto dei restauri moderni. Si vedono ancora i grossi fori dei perni che reggevano i "rostri" navali.
La parte posteriore, che dà verso il Campidoglio, è composta da una scalinata semicircolare, che ricordava l'originaria forma dei rostri repubblicani. La vera e propria piattaforma degli oratori, probabilmente lignea, era sostenuta da alcuni pilastri in mattoni ancora visibili (forse originariamente in travertino). La parte verso l'arco è ancora riccamente rivestita di marmo (nelle qualità di portasanta e africano - nome fuorviante, essendo una pietra originaria dell'Asia Minore), in corrispondenza di dove si trovava un ambiente triangolare che conteneva, in fondo, un'altra scala per la piattaforma superiore.
Verso nord si trova poi un prolungamento in laterizio, che un'iscrizione attribuisce al prefetto Ulpio Giunio Valentino, vissuto verso il 470: forse questo ampliamento fu eseguito in seguito alla vittoria sui Vandali, per questo è detto anche dei Rostra Vandalica.
Un rilievo dell'arco di Costantino mostra cinque colonne dietro ai Rostri.
Di questo gruppo risalente al 303, all'epoca della tetrarchia di Diocleziano, nel Rinascimento vennero trovate due basi con iscrizioni, in seguito perdute: una ricordava il ventesimo anniversario dei due Augusti Diocleziano e Massimiano (Augustorum vicennalia feliciter), l'altra il ventesimo anniversario di regno della tetrarchia nel suo complesso (Vicennalia Imperatorum); quest'ultima era forse quella centrale e reggeva una statua di Giove, mentre le altre reggevano statue degli imperatori. Una terza base, la base dei Decennalia dei due Cesari Costanzo Cloro e Galerio, è l'unica che ci è pervenuta.

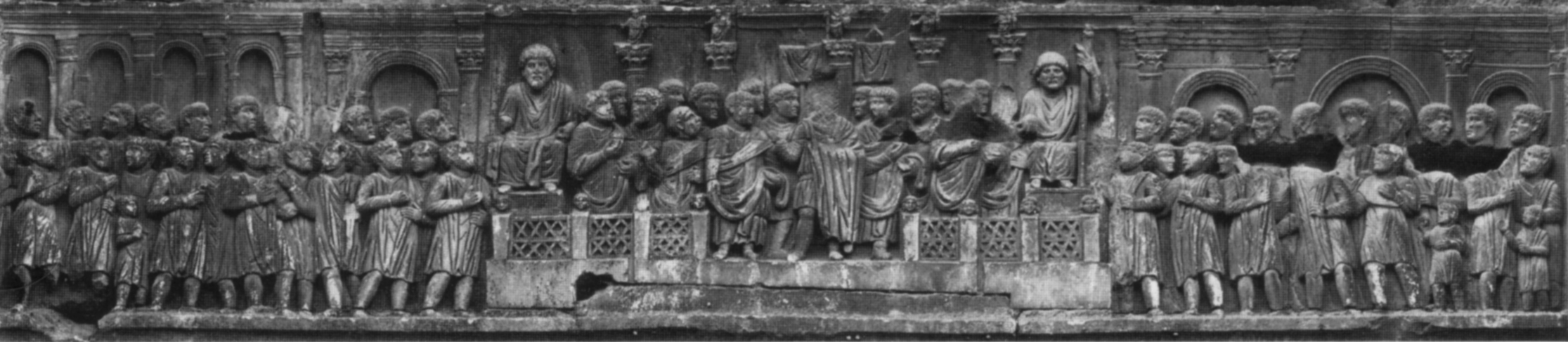
Arco di Costantino, Oratio ambientata nel Foro Romano: le cinque colonne dietro al palco imperiale sono i monumenti sui Rostri